# Relations entre la Biélorussie et la Tchéquie
Les relations entre la Biélorussie et la Tchéquie sont établies en 1993. Le Belarus a une ambassade à Prague tandis que la Tchéquie a une ambassade à Minsk.
Les deux pays sont membres de l'Organisation pour la sécurité et la coopération en Europe.